# Crithagra melanochroa
Il beccasemi della Tanzania o beccasemi dei Kipengere (Crithagra melanochroa (Reichenow, 1900)) è un uccello passeriforme della famiglia dei Fringillidi.

## Etimologia
Il nome scientifico della specie, melanochroa, deriva dall'unione delle parole greche μελανος (melanos, "nero") e χροα (khroa, "colore"), col significato di "di colore nero", in riferimento alla livrea di questi uccelli.

## Descrizione

### Dimensioni
Misura circa 15 cm di lunghezza.

### Aspetto
Si tratta di uccelli dall'aspetto massiccio ma slanciato, muniti di testa arrotondata, forte becco conico, ali appuntite e coda lievemente forcuta in punta.
Il piumaggio è bruno-nerastro su testa e dorso, ali, groppa, codione e coda sono bruno-grigiastri, petto e ventre sono bianchi con le singole penne dalla punta scura, a dare un aspetto striato: la gola è anch'essa bianca ma senza screziature di sorta, così come sono bianchi il sopracciglio (poco marcato), l'area sotto l'occhio ed il bordo inferiore delle guance, oltre a un piccolo accenno di mustacchio ai due lati del becco. Il becco è nerastro superiormente e grigio perla inferiormente, le zampe sono di color carnicino-nerastro, gli occhi sono di colore bruno scuro.

## Biologia
Si tratta di uccelli diurni, che passano la giornata fra cespugli e i rami alla ricerca di cibo, muovendosi da soli, in coppie o in piccoli gruppi familiari.

### Alimentazione
La dieta di questi uccelli è poco conosciuta ma quasi certamente a prevalenza granivora composta in massima parte da semi (dei cui involucri, anche i più coriacei, la specie riesce ad aver facilmente ragione grazie al forte becco), ma comprendente anche bacche, piccoli frutti e germogli.

### Riproduzione
Essendo per lungo tempo stati considerati una sottospecie piuttosto che una specie a sé stante, mancano dati riguardanti la riproduzione di questi uccelli: essa tuttavia molto verosimilmente non differisce in maniera significativa da quanto osservabile nelle specie congeneri e fra i fringillidi in generale.

## Distribuzione e habitat
Come intuibile dal nome comune, il beccasemi della Tanzania è endemico della Tanzania, della quale occupa la porzione dei Monti Kipengere nelle regioni di Iringa e Njombe.
L'habitat di questi uccelli è rappresentato dalle aree di foresta montana fra i 1500 ed i 3000 m di quota.

## Sistematica
In passato, questi uccelli sono stati considerati una sottospecie del canarino beccogrosso, col nome di Crithagra burtoni melanochroa: attualmente, tuttavia, li si ritiene una specie a sé stante, filogeneticamente intermedia fra il sopraccitato canarino beccogrosso ed il beccasemi striato.